# Bagyidaw
Bagyidaw (tiếng Miến Điện: ဘကြီးတော်, phát âm [ba̰dʑídɔ̀]; còn được gọi là Sagaing Min, [zəɡáiɰ̃ mɪ́ɰ̃]; 23 tháng 7 năm 1784 – 15 tháng 10 năm 1846) là vị vua thứ bảy của triều Konbaung thuộc Miến Điện từ năm 1819 cho đến khi thoái vị năm 1837. Khi còn là hoàng tử với tước Sagaing Min, ông được ông nội là vua Bodawpaya chọn làm thái tử vào năm 1808, và trở thành vua vào năm 1819 sau khi Bodawpaya băng hà. Bagyidaw dời đô từ Amarapura về Ava năm 1823.
Triều đại của Bagyidaw chứng kiến Chiến tranh Anh-Miến Điện lần thứ nhất (1824–1826), đánh dấu sự suy tàn của vương triều Konbaung bắt đầu. Bagyidaw thừa kế đế chế Miến Điện lớn nhất, chỉ đứng sau vua Bayinnaung, nhưng cũng là đế chế có chung biên giới không rõ ràng với Ấn Độ thuộc Anh. Trong những năm dẫn đến chiến tranh, nhà vua đã buộc phải trấn áp các cuộc nổi dậy được người Anh ủng hộ trong các cuộc mua lại lãnh thổ phía tây của ông nội ông (Arakan, Manipur và Assam), nhưng không thể ngăn chặn các cuộc đột kích xuyên biên giới từ các lãnh thổ và xứ bảo hộ của Anh. Quyết định sai lầm của ông khi cho phép quân đội Miến Điện truy đuổi quân nổi dậy dọc theo các biên giới được xác định mơ hồ đã dẫn đến chiến tranh. Cuộc chiến dài nhất và tốn kém nhất trong lịch sử Ấn Độ thuộc Anh đã kết thúc một cách dứt khoát có lợi cho Anh, và người Miến Điện phải chấp nhận các điều khoản của Anh mà không thương thuyết. Bagyidaw buộc phải nhượng lại tất cả các vụ mua lại đất phía tây của ông nội mình, và Tenasserim cho người Anh, đồng thời trả một khoản bồi thường lớn trị giá một triệu bảng Anh, khiến đất nước tê liệt trong nhiều năm.
Trong cơn tuyệt vọng, Bagyidaw nuôi hy vọng trong vài năm rằng Tenasserim sẽ được trả lại cho mình, và trả số tiền bồi thường còn lại vào năm 1832 với sự hy sinh to lớn. Người Anh đã vẽ lại biên giới với Manipur vào năm 1830, nhưng đến năm 1833, rõ ràng là người Anh sẽ không trả lại bất kỳ lãnh thổ nào trước đây. Nhà vua sống ẩn dật, và quyền lực được trao cho hoàng hậu Nanmadaw Me Nu (sinh ra ở Pha Lan Gon) và anh trai của bà. Em trai của ông là Thái tử Tharrawaddy nổi dậy vào tháng 2 năm 1837, và Bagyidaw buộc phải thoái vị vào tháng 4 năm 1837. Vua Tharrawaddy xử tử hoàng hậu Me Nu và anh trai bà nhưng quản thúc anh trai của ông tại gia. Bagyidaw qua đời vào ngày 15 tháng 10 năm 1846, ở tuổi 62.

## Thời trẻ
Vị vua tương lai được sinh ra với tên gọi Maung Sein, con của Thái tử Thado Minsaw, Thân vương Shwedaung và em gái cùng cha khác mẹ Min Kye, Công chúa Taungdwin, vào ngày 23 tháng 7 năm 1784. Vị hoàng tử sơ sinh được ông nội là vua Bodawpaya phong cho Sagaing làm thái ấp, do đó được biết đến với danh hiệu Thân vương Sagaing. Vào ngày 23 tháng 6 năm 1793, hoàng tử trẻ, chưa đầy 9 tuổi, được phong làm tướng của Quân đoàn kỵ binh Hoàng gia phía Bắc và phía Nam. Vào ngày 9 tháng 2 năm 1803, hoàng tử 18 tuổi kết hôn với công chúa Hsinbyume 14 tuổi, cháu gái của Bodawpaya. Ông thích biểu diễn, sân khấu, bắt voi và đua thuyền.

## Thái tử
Cha của ông là Thái tử Thado Minsaw qua đời vào ngày 9 tháng 4 năm 1808. Chín ngày sau, vị hoàng tử trẻ ở tuổi 23 bất ngờ được ông nội là vua Bodawpaya phong làm Thái tử. Hoàng tử cũng được phép thừa kế các thái ấp Dabayin và Shwedaung của cha mình. Thái tử là Tổng chỉ huy Quân khí trong Chiến tranh Miến Điện-Xiêm năm 1808, cuộc chiến này đã kết thúc trong bế tắc. Việc ông được phong làm thái tử cũng đưa những người hầu cận hoàng gia của ông, bao gồm Maung Yit (sau này là Tướng Maha Bandula) của Dabayin và Maung Sa (sau này là Lãnh chúa Myawaddy) của Sagaing trở nên nổi tiếng. Myawaddy trở thành cố vấn lâu năm và thư ký riêng (atwinwn) cho đến khi ông thoái vị vào năm 1837. Ông thăng Maung Yit lên làm thống đốc Ahlon-Monywa.
Năm 1812, hoàng hậu đầu tiên của ông là công chúa Hsinbyume qua đời vì sinh đẻ ở Mingun gần Ava. Thái tử đã xây dựng một bảo tháp màu trắng tuyệt đẹp để tưởng nhớ người vợ đầu tiên của mình tên là Chùa Myatheindan tại Mingun. Ông đã lập thêm 5 hoàng hậu trong lúc làm thái tử (trong số 23 nữ hoàng cuối cùng). Vị hoàng hậu thứ ba và sau này của ông là Nanmadaw Me Nu đã xây dựng tu viện Maha Aungmye Bonzan vào năm 1818, thường được gọi là Me Nu Ok Kyaung (Tu viện bằng gạch của Me Nu), khác với các tu viện Miến Điện truyền thống khi không có cấu trúc bằng gỗ.
Trong thời gian làm thái tử, ông nội của ông là Bodawpaya đã tiếp tục các cuộc bành trướng của mình ở phía tây. Vào tháng 2 năm 1814, một lực lượng viễn chinh Miến Điện xâm lược Manipur, đặt Marjit Singh, người lớn lên ở Ava, làm vua chư hầu.
Năm 1816, thống đốc người Ahom của Guwahati ở Assam, Badan Chandra Borphukan đến thăm triều đình Bodawpaya để tìm kiếm sự giúp đỡ nhằm đánh bại đối thủ chính trị của ông ta là Purnananda Burhagohain, Thủ tướng của Vương quốc Ahom tại Assam. Một lực lượng hùng hậu gồm 16.000 người dưới sự chỉ huy của tướng Maha Minhla Minkhaung đã được cử đi cùng với Badan Chandra Borphukan. Lực lượng Miến Điện tiến vào Assam vào tháng 1 năm 1817 và đánh bại lực lượng Assam trong trận Ghiladhari. Trong khi đó, Purnananda Burhagohain chết và Ruchinath Burhagohain, con trai của Purnananda Burahgohain chạy trốn đến Guwahati. Quân chủ đương nhiệm của Ahom Chandrakanta Singha đã có quan hệ với Badan Chandra Borphukan và các đồng minh Miến Điện của ông ta. Ông bổ nhiệm Badan Chandra Borphukan làm Mantri Phukan (Thủ tướng). Một công chúa Ahom tên Hemo Aideo đã được gả cho vua Miến Điện Bodawpaya cùng với nhiều quà tặng để củng cố mối quan hệ với quốc vương Miến Điện. Lực lượng Miến Điện quay trở lại Miến Điện ngay sau đó. Một năm sau, Badan Chandra Borphukan bị ám sát và vua Ahom Chandrakanta Singha bị lật đổ bởi phe chính trị đối lập do Ruchinath Burhagohain, con trai của Purnananda Burhagohain lãnh đạo. Chandrakanta Singha và những người bạn của Badan Chandra Borphukan kêu gọi sự giúp đỡ của Bodawpaya. Vào tháng 2 năm 1819, quân Miến Điện xâm lược Assam lần thứ hai và tái lập Chandrakanta Singha lên ngôi Assam.

## Trị vì

### Bất ổn ở biên giới phía Tây
Bodawpaya qua đời vào ngày 5 tháng 6 năm 1819, và Bagyidaw lên ngôi mà không bị phản đối. Vào ngày 7 tháng 6 năm 1819, ông đăng quang tại Amarapura với niên hiệu là Sri Pawara Suriya Dharmaraja Maharajadhiraja. Sau đó nó được mở rộng thành Siri Tribhawanaditya Dhipati Pawara Pandita Mahadhammarajadhiraja. Bagyidaw kế thừa đế chế Miến Điện lớn thứ hai nhưng cũng là đế chế chia sẻ đường biên giới dài được xác định mơ hồ với Ấn Độ thuộc Anh. Người Anh, lo lắng trước sự kiểm soát của người Miến Điện đối với Manipur và Assam, vốn đe dọa ảnh hưởng của chính họ đối với biên giới phía đông của Ấn Độ thuộc Anh, đã ủng hộ các cuộc nổi dậy trong khu vực.
Người đầu tiên thách thức sự cai trị của Bagyidaw là Raja của Manipur, người được người Miến Điện đưa lên ngai vàng Manipur chỉ sáu năm trước đó. Raja Marjit Singh đã không tham dự lễ đăng quang của Bagyidaw, hoặc cử sứ bộ mang đồ cống nạp, vì tất cả các vị vua chư hầu đều có nghĩa vụ phải làm. Vào tháng 10 năm 1819, Bagyidaw cử một lực lượng viễn chinh gồm 25.000 binh lính và 3.000 kỵ binh do vị tướng yêu thích của ông là Maha Bandula chỉ huy để giành lại Manipur. Bandula tái chiếm Manipur nhưng raja đã trốn thoát đến nước láng giềng Cachar, nơi được cai trị bởi anh trai của ông ta là Chourjit Singh. Anh em nhà Singh tiếp tục tấn công Manipur bằng cách sử dụng các căn cứ của họ từ Cachar và Jaintia, những nơi được tuyên bố là lãnh thổ bảo hộ của Anh.
Những bất ổn lan đến Assam vào năm 1821, khi vua Ahom của Assam, Chandrakanta Singha cố gắng rũ bỏ ảnh hưởng của Miến Điện. Ông thuê lính đánh thuê từ Bengal và bắt đầu củng cố quân đội. Ông cũng bắt đầu xây dựng công sự để ngăn chặn cuộc xâm lược của người Miến. Bagyidaw lại quay sang Bandula. Quân đội 20.000 người của Bandula mất khoảng một năm rưỡi, cho đến tháng 7 năm 1822, để kết liễu quân đội Assam. Bagyidaw hiện đã loại bỏ chế độ quân chủ kéo dài sáu thế kỷ của người Assam và biến Assam thành một tỉnh dưới quyền của một thống đốc quân sự. Điều này khác với các phiên bản lịch sử của người Assam khi viết rằng Bagyidaw đã bổ nhiệm Jogeswar Singha, anh trai của Hemo Aideo, công chúa người Ahom đã kết hôn với Bodawpaya làm vua Ahom mới của Assam và một thống đốc quân sự được bổ nhiệm để quản lý chính quyền. Vị vua Assam bị đánh bại chạy trốn đến lãnh thổ Bengal của Anh. Người Anh phớt lờ yêu cầu của người Miến Điện về việc đầu hàng vị vua đang chạy trốn, và thay vào đó gửi các đơn vị tăng viện đến các pháo đài ở biên giới. Bất chấp thành công của họ trên chiến trường rộng mở, người Miến Điện tiếp tục gặp rắc rối với các cuộc đột kích xuyên biên giới của quân nổi dậy từ các xứ bảo hộ Cachar và Jaintia của Anh vào Manipur và Assam, và quân từ Bengal của Anh vào Arakan.
Tại triều đình của Bagyidaw, phái chủ chiến bao gồm tướng quân Bandula, hoàng hậu Me Nu và anh trai của bà, lãnh chúa Salin, đã thuyết phục Bagyidaw rằng một chiến thắng quyết định có thể cho phép Ava củng cố lợi ích của mình trong đế chế phía tây mới tại Arakan, Manipur, Assam, Cachar và Jaintia, cũng như tiếp quản miền đông Bengal. Vào tháng 1 năm 1824, Bandula cho phép một trong những thuộc hạ hàng đầu của mình, Maha Uzana, tiến vào Cachar và Jaintia để đánh đuổi quân nổi dậy. Người Anh cử lực lượng riêng của họ đến gặp người Miến Điện ở Cachar, dẫn đến cuộc đụng độ đầu tiên giữa hai bên. Chiến tranh chính thức nổ ra vào ngày 5 tháng 3 năm 1824, sau các cuộc đụng độ biên giới ở Arakan.

### Chiến tranh
Vào đầu cuộc chiến, các lực lượng Miến Điện thiện chiến, những người đã quen thuộc hơn với địa hình vốn là "một trở ngại ghê gớm đối với cuộc hành quân của một lực lượng châu Âu", đã có thể đẩy lùi các lực lượng Anh được trang bị vũ khí tốt hơn bao gồm binh lính châu Âu và Ấn Độ. Đến tháng 5, lực lượng của Uzana đã tràn qua Cachar và Jaintia, và lực lượng của Lãnh chúa Myawaddy đã đánh bại quân Anh bên trong Bengal, gây ra sự hoảng loạn lớn ở Calcutta.
Thay vì chiến đấu ở địa hình khắc nghiệt, người Anh đã chiến đấu trên đất liền Miến Điện. Vào ngày 11 tháng 5, một lực lượng hải quân Anh gồm hơn 10.000 người, do Archibald Campbell chỉ huy tiến vào thành phố cảng Yangon, gây bất ngờ cho quân Miến. Bagyidaw ra lệnh cho Bandula và hầu hết quân đội trở về để tiếp đón kẻ thù tại Yangon. Vào tháng 12 năm 1824, lực lượng hùng hậu 30.000 người của Bandula đã cố gắng chiếm lại Yangon nhưng đã bị đánh bại bởi lực lượng Anh được trang bị vũ khí tốt hơn nhiều. Người Anh ngay lập tức tiến hành một cuộc phản công trên tất cả các mặt trận. Đến tháng 4 năm 1825, người Anh đã đánh đuổi lực lượng Miến Điện khỏi Arakan, Assam, Manipur, Tenasserim và vùng đồng bằng Irrawaddy nơi tướng Bandula tử trận. Sau cái chết của Bandula, người Miến Điện tiếp tục chiến đấu nhưng nỗ lực cuối cùng của họ nhằm chiếm lại vùng đồng bằng đã bị đẩy lui vào tháng 11 năm 1825. Tháng 2 năm 1826, khi quân đội Anh chỉ còn cách Ava 50 dặm, Bagyidaw buộc chấp thuận các điều khoản của Anh.
Theo Hiệp ước Yandabo, người Anh buộc Miến Điện chấp thuận các điều khoản sau:
1. Nhượng lại vùng duyên hải Assam, Manipur, Arakan và Tenasserim của Anh ở phía nam sông Thanlwin,
2. Ngừng mọi can thiệp vào Cachar và Jaintia,
3. Trả khoản bồi thường một triệu bảng Anh trong bốn đợt,
4. Cho phép trao đổi đại diện ngoại giao giữa Ava và Calcutta,
5. Ký một hiệp ước thương mại đúng hạn.

### Hậu chiến

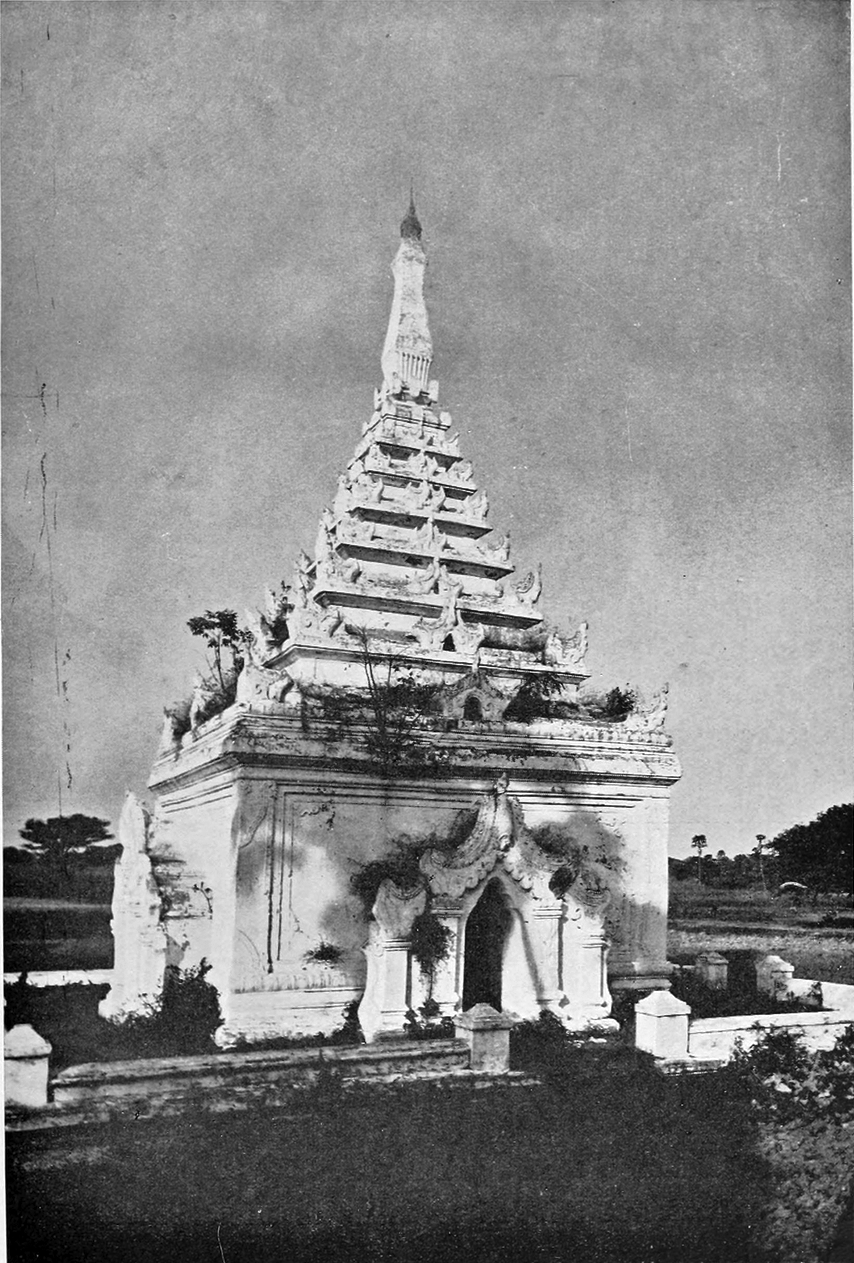
Lăng mộ của Bagyidaw ở Amarapura, 1907

Hiệp ước áp đặt gánh nặng tài chính rất nghiêm trọng cho vương quốc Miến Điện, và thực sự khiến đất nước tê liệt. Các điều khoản của Anh trong các cuộc đàm phán bị ảnh hưởng mạnh mẽ bởi chi phí nặng nề về nhân mạng và tiền bạc mà chiến tranh đã gây ra. Khoảng 40.000 quân Anh và Ấn Độ đã tham gia, trong đó 15.000 người đã thiệt mạng. Chi phí tài chính của Ấn Độ thuộc Anh gần như bị hủy hoại, lên tới khoảng 13 triệu bảng Anh. Chi phí chiến tranh đã góp phần gây ra một cuộc khủng hoảng kinh tế nghiêm trọng ở Ấn Độ, đến năm 1833 đã phá sản các công ty đại lý ở Bengal và khiến Công ty Đông Ấn Anh mất các đặc quyền còn lại, bao gồm cả độc quyền thương mại đối với Trung Quốc.
Đối với người Miến, hiệp ước là một sự sỉ nhục hoàn toàn và là gánh nặng tài chính lâu dài. Cả một thế hệ đàn ông đã bị xóa sổ trên chiến trường. Thế giới mà người Miến Điện biết về sự chinh phục và lòng kiêu hãnh thượng võ, được xây dựng dựa trên thành công quân sự ấn tượng của 75 năm trước, đã sụp đổ. Một cư dân Anh không được tiếp đón ở Ava là một lời nhắc nhở hàng ngày về sự sỉ nhục của thất bại. Gánh nặng bồi thường sẽ khiến ngân khố hoàng gia phá sản trong nhiều năm. Khoản tiền bồi thường một triệu bảng Anh sẽ được coi là một số tiền khổng lồ ngay cả ở châu Âu vào thời điểm đó, và nó trở nên đáng sợ khi được đổi sang 10 triệu kyat Miến Điện. Chi phí sinh hoạt của một dân làng trung bình ở Thượng Miến Điện vào năm 1826 là một kyat mỗi tháng.
Bagyidaw không thể chấp thuận việc mất các lãnh thổ, và người Anh đã sử dụng Tenasserim làm mồi nhử để người Miến Điện trả các khoản tiền bồi thường. Năm 1830, người Anh đồng ý vẽ lại biên giới Manipur với Miến Điện, trả lại thung lũng Kabaw cho người Miến. Bagyidaw đã phải hy sinh phần còn lại của khoản bồi thường vào tháng 11 năm 1832. Nhưng đến năm 1833, rõ ràng là người Anh không có ý định trả lại bất kỳ lãnh thổ nào. Nhà vua, người từng yêu thích sân khấu và đua thuyền, ngày càng trở nên ẩn dật, bị ảnh hưởng bởi những cơn trầm cảm. Quyền lực cung điện được trao cho trưởng hoàng hậu Me Nu và anh trai của bà là Maung O. Vào tháng 2 năm 1837, thái tử và em trai của Bagyidaw là Tharrawaddy nổi dậy, và hai tháng sau vào tháng 4, Bagyidaw buộc phải thoái vị. Tharrawaddy đã hành quyết Me Nu và anh trai bà, đồng thời quản thúc cựu vương tại gia. Bagyidaw qua đời vào ngày 15 tháng 10 năm 1846, ở tuổi 62. Cựu vương có 23 hoàng hậu, 5 con trai và 5 con gái.